# Pazhou

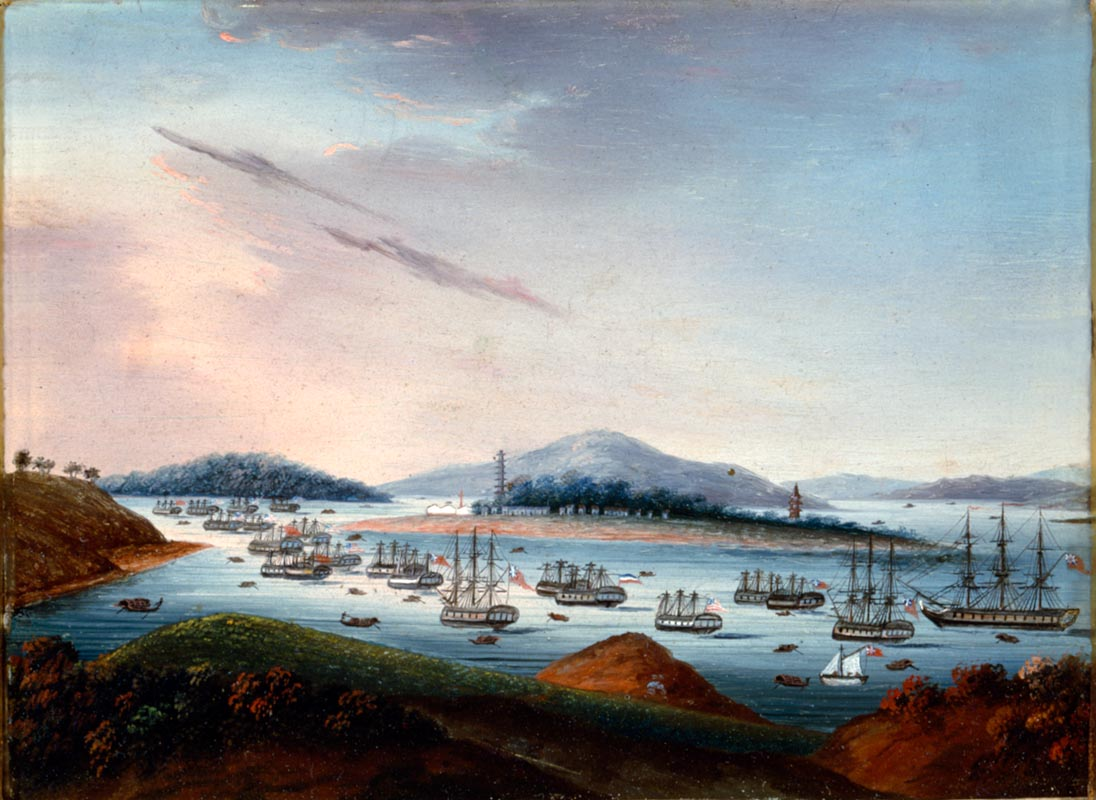
Whampoa Anchorage, ca. 1810.

Pazhou, ehemals Whampoa oder Whampoa Island, ist eine Insel im Perlfluss mit einer Fläche von etwa 15 Quadratkilometern (5,8 Quadratmeilen). Sie liegt 25 Meilen (40 km) flussaufwärts der Humenstraße und etwa 12 Meilen (19 km) östlich der historischen, früher ummauerten Stadt Guangzhou. Durch die starke Expansion Guangzhous, ist Pazhou heute Teil des Stadtzentrums.
Weiterhin ist die Insel Pazhou ein sog. Straßenviertel (chinesisch 街道辦事處 / 街道办事处, Pinyin jiēdào bànshìchù) des Stadtbezirks Haizhu im Südosten von Guangzhou in der Provinz Guangdong in der Volksrepublik China.
Die Insel ist Standort der Pazhou-Pagode. Ihre östliche Bucht war früher der wichtigste Ankerplatz für Schiffe des Außenhandels von Guangzhou. Händler aus Übersee, darunter zumeist Europäer, aber auch Inder und Araber mussten ihre Schiffe in Pazhou (zu dieser Zeit als Whampoa Island bezeichnet) festmachen, während kleinere Schiffe Waren zwischen der Insel und dem Gebiet der Dreizehn Fabriken in den westlichen Vororten von Guangzhou transportierten. Die Handelsgesellschaften mieteten Lager für Vorräte und Reparaturwerkstätten auf Whampoa Island. Bilder des Ankerplatzes waren ein häufiges Motiv in der Kunst des 18. Jahrhunderts.
Mit der Erweiterung von Guangzhou ist der Straßenbezirk heute Teil des Stadtzentrums mit vielen Hotels, Geschäfts- und Freizeiteinrichtungen. Das ansässige Guangzhou International Convention and Exhibition Center ist der aktuelle Schauplatz der jährlichen Canton Fair, der größten Import- und Exportwarenmesse Chinas.

## Namensgebung
Das englische, französische und dänische Whampoa und das schwedische Wampoa sind uneinheitliche Umschriften des chinesischen 黃埔, deutsch: gelbe (Sand-)Bank. Der Name wurde zugleich auf die Insel, ihre Siedlung und den Ankerplatz angewandt.

## Geographie

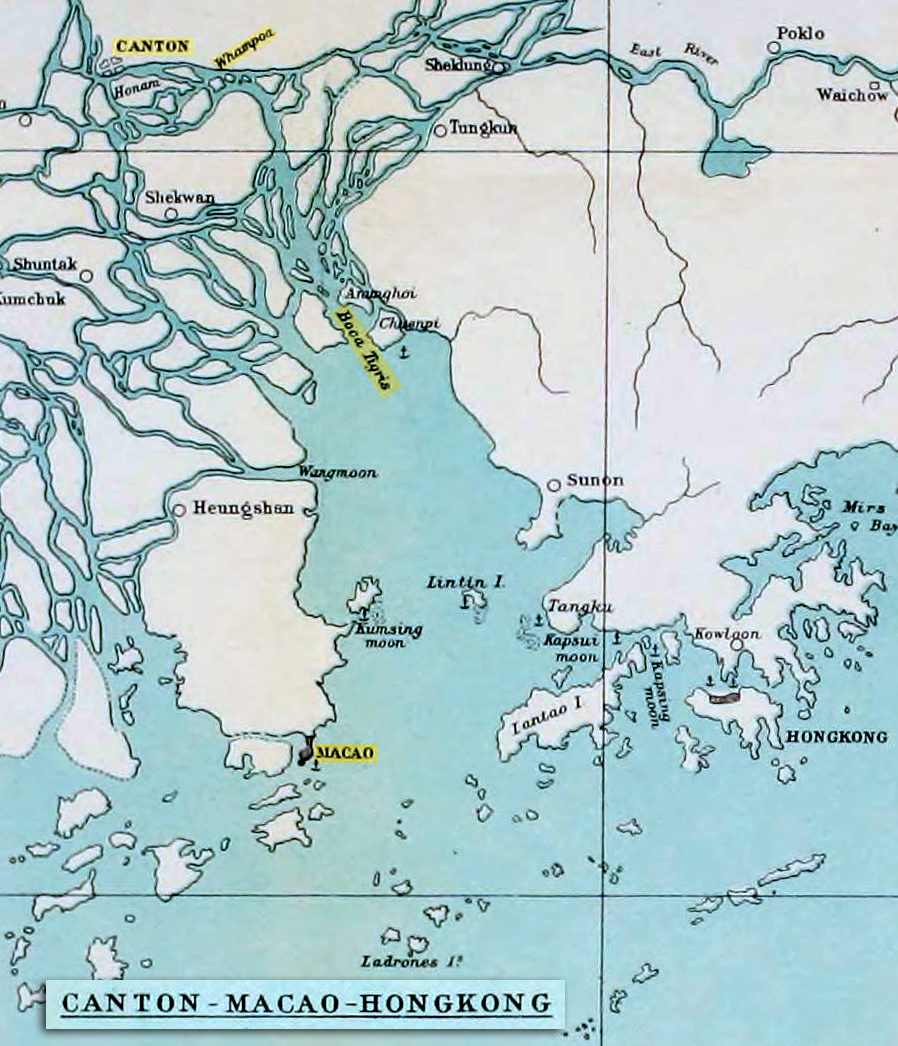
Das Perlflussdelta.

Vor den neuzeitlichen Vertiefungsarbeiten machte der vom Perlfluss mitgeführte Schlick diesen bis nach Macau flach und unberechenbar, mit großen Sandbänken und schnellen Strömungen, die die Schifffahrt ab der Humenstraße behinderten. Ausländische Schiffe waren auf lokale Lotsen angewiesen. Der relative Windmangel bedeutete auch, dass die meisten Segelschiffe von der Meerenge nach Norden geschleppt werden mussten. Der Hauptankerplatz lag vor dem südöstlichen Pazhou. Südöstlich davon lag Changzhou („Däneninsel“). Südlich von Pazhou lag Xiaoguwei („Französische Insel“) und südwestlich Henan („Honam Island“).

## Geschichte
Bereits die Yue-Völker hatten seit der Jungsteinzeit Siedlungen in der Umgebung von Guangzhou. Die Chinesen datieren die Besiedlung der Insel allerdings zeitgleich zur Gründung von Panyu durch Soldaten unter Zhao Tuo während der Qin-Eroberung. Von da an bildete die Insel einen wichtigen Hafen am Südchinesischen Meer, der über ein Netz von Kanälen mit Hunan und Nordchina verbunden war. Der Hafen wurde durch seine Stadtmauer und durch Befestigungen und Marinestützpunkte rund um die Humenstraße (früher „Boca Tigris“ oder „The Bogue“ – deutsch: Tigertor oder Tigerrachen – genannt) geschützt. Kriegsschiffe durften nicht näher an die Stadt heranfahren. Der europäische Handel begann mit der Ankunft des portugiesischen Seefahrers Rafael Perestrello auf einer einheimischen Dschunke im Jahr 1516 und wurde ursprünglich direkt an der Küste von Guangzhou abgewickelt. Portugiesisches Fehlverhalten und Gerüchte, dass sie vorher versklavte Kinder essen würden, unterbrachen den Zugang schnell. Dieser wurde aber nach dem Luso-Chinesischen Abkommen von 1554 wiedererlangt. Ihr Handel wurde dann von Macau aus abgewickelt, aber nachdem die allgemeinen Seefahrtsverbote („Hai jin“) 1684 aufgehoben wurden, wurde Pazhou (als Whampoa) zu einem wichtigen Ankerplatz, da die Ostindienfahrer mit ihrem größere Tiefgang die dortigen Tiefwasserverhältnisse nutzten.

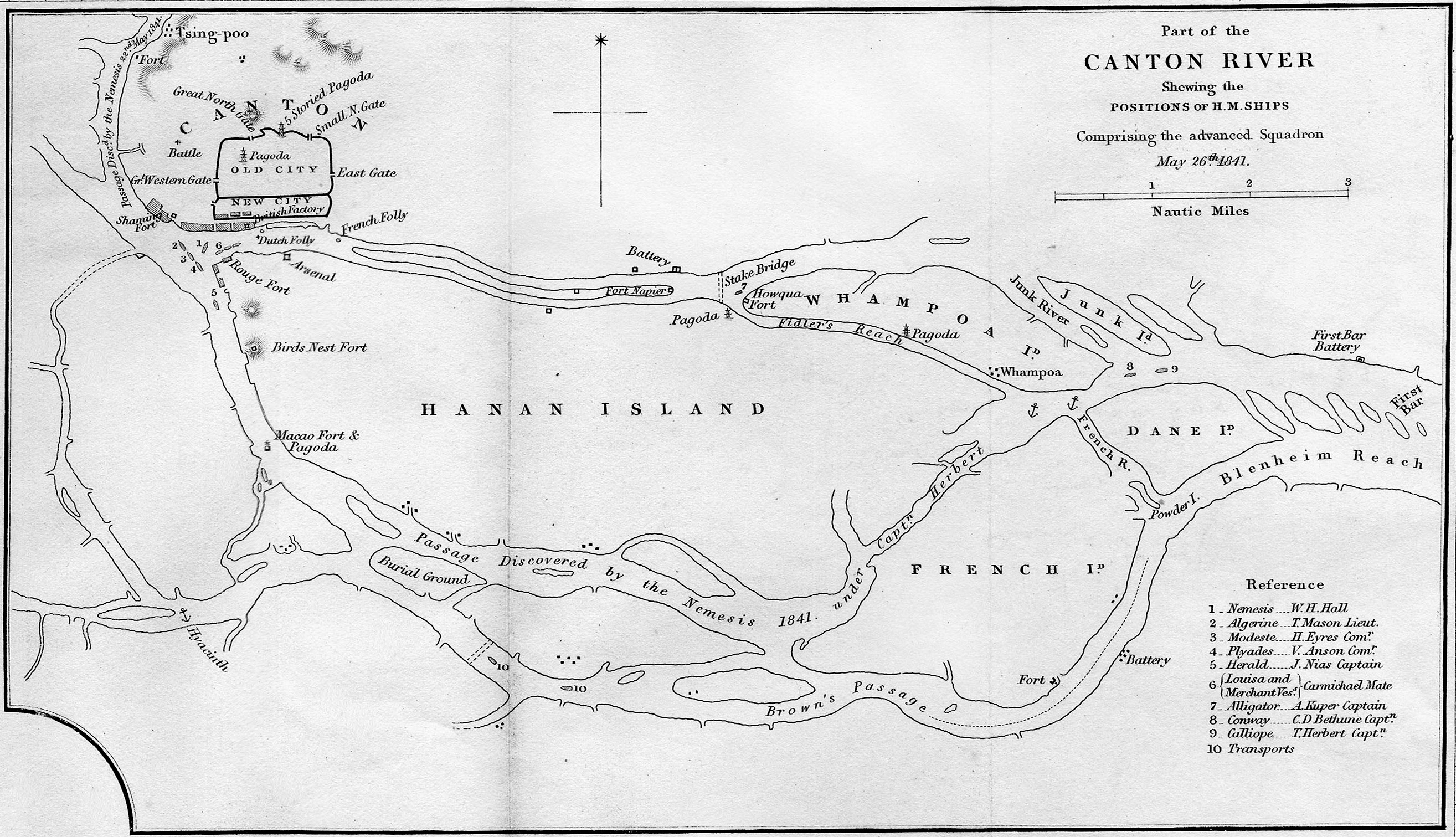
Karte der Inseln um Pazhou (Whampoa), ca. 1840. Henan Island liegt südwestlich, Changzhou („Dane’s Island“) im Osten und Xiaoguwei („French Island“) im Südosten. Der „Whampoa Anchorage“ liegt dazwischen.

Frühe Händler folgten den Monsunwinden und erreichten Whampoa zwischen Juni und September, führten ihre Geschäfte durch und reisten dann zwischen November und Februar ab. Typischerweise wurde die Fracht von der eigenen Besatzung von den Schiffen gelöscht und neue Ware auf Kosten der chinesischen Kaufleute auf Leichtern zu den Schiffen gebracht. Um Diebstahl oder Piraterie zu vermeiden, begannen ausländische Händler, diesen Schiffen einige ihrer eigenen Seeleute als Wachen zuzuweisen. Das Produktionsghetto, das im 17., 18. und 19. Jahrhundert ausländischen Händlern zugewiesen wurde, genannt die Dreizehn Fabriken, befand sich in den westlichen Vororten von Guangzhou. Die Fahrt zwischen dem Ankerplatz und den dortigen Kais betrug etwa 26 km.
1686 durften westliche Händler auch Unterkünfte im Fabrikviertel mieten, um nicht jede Nacht nach Pazhou zurückfahren zu müssen. Die Supercargos, ihre Assistenten und die Buchhalter blieben somit größtenteils in den Fabriken, die Besatzung – mit Ausnahme einiger Wachen oder Landgänger – blieb bei den Schiffen, und die Kapitäne setzten Fähren zwischen den beiden Orten ein. Ein Komprador (買班) kümmerte sich um die Schiffsvorräte in Pazhou, wo sich sog. „Sampan-Damen“ um die Schiffe drängten, um Wäsche und Gelegenheitsarbeiten für die Seeleute zu erledigen.

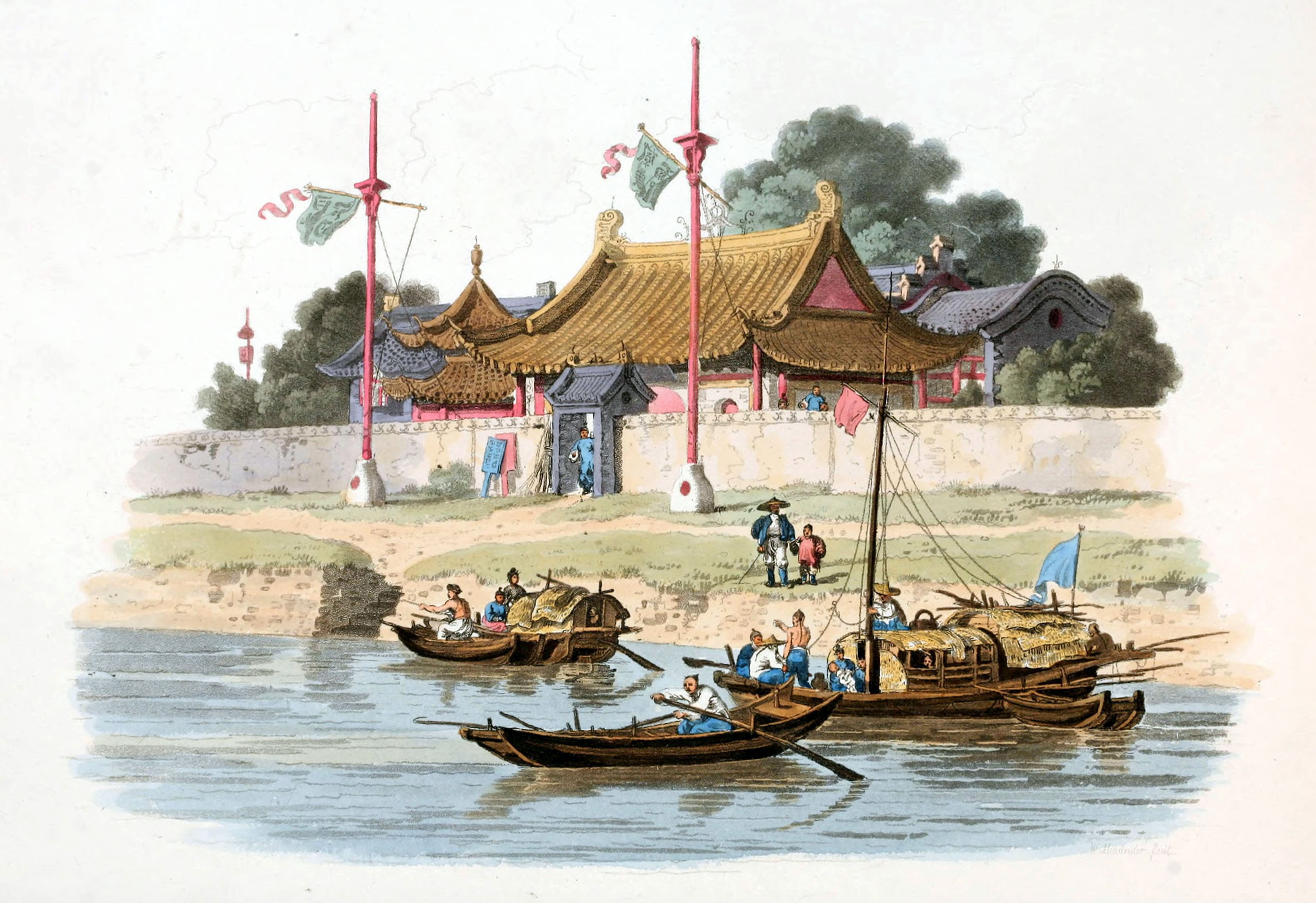
Sampans vor dem Haus eines Mandarins, ca. 1800.

Als zusätzliche Verteidigungs- und Einnahmeebene erzwangen die Stadtbeamten weiterhin das Ankern in Pazhou, selbst als kleinere private Schiffe in zunehmender Zahl in den Handel eingriffen, nachdem die Entdeckung der Route über die Philippinen Mitte des 18. Jahrhunderts ihnen erlaubte, an- und abzureisen ohne mehrere Monate auf den Monsun warten zu müssen. Bis dahin wurden am Ankerplatz von Pazhou feste Liegeplätze für verschiedene Nationen eingerichtet. Den westlichsten erhielten die Amerikaner, nach ihnen kamen die Holländer und die Schweden. Als Nächstes kamen die Dänen und Franzosen in der Nähe der Inseln Changzhou („Däneninsel“) und Xiaoguwei („Französische Insel“), die sie als Stützpunkte nutzten. Die Verstorbenen der Franzosen, Briten, Schweden und einige Holländer wurden in Gräbern auf Xiaoguwei beigesetzt, die Dänen und andere Holländer bestatteten ihre Toten auf Changzhou. Beide Inseln wurden auch für chinesische Gräber genutzt. Die Briten waren die letzten im äußersten Osten damit am weitesten von Guangzhou entfernt. Um ein Schiff von der Humenstraße nach Pazhou zu bringen, war normalerweise nur eine Tagesreise und die Unterstützung eines lokalen Lotsen erforderlich. Englische Kaufleute behaupteten gelegentlich, die Reise ohne Hilfe zu unternehmen. Die schnelle Strömung und der Windmangel bedeuteten, dass die meisten Schiffe geschleppt werden mussten. Dies geschah zumeist mit den Beibooten der Schiffe, einige benötigten allerdings Hilfe von anderen Schiffsbooten oder den chinesischen Sampans. Der Lotse und 30 Sampans, die das schwedische Schiff Prins Carl 1765 zum Ankerplatz schleppten, kosteten 26 Tael. Chinesische Vorschriften bestimmten, dass die Dollbords dieser Boote mit einer „Paunk Suite“, einem bunten Tuch mit gelben Bändern geschmückt sein sollten, wenn sie in den Ankerplatz einfuhren. Die Besatzungen mussten ebenso spezielle Kleidung: schwarze Samtmützen, Quasten, Baumwollstrümpfe, Kniestrumpfbänder und Schuhe mit Schnallen und spezielle Knöpfe. Bemerkenswert war der hohe Geräuschpegel durch das ständige Abfeuern von Salutschüssen als Zeichen des Respekts bei Ankunft und Abfahrt, beim Passieren besonderer Punkte und anderer Schiffe und wenn prominente Offiziere ein Schiff erreichten oder verließen. Auf einen solchen Gruß musste ein Schiff in gleicher Weise antworten, wobei mehr als zwanzig Schiffe gleichzeitig in Pazhou vor Anker liegen konnten.
Während die Schiffe vor Anker lagen, wurden sie überholt, gereinigt, repariert, lackiert und die Takelage und Segel geflickt. Um das Be- und Entladen von Fracht zu erleichtern, wurden die Rahen und Sprietsegel entfernt und in Schuppen auf Pazhou oder Xiaoguwei gelagert. Die Schuppen, die aus Bambusstangen und gewebten Matten gebaut und als „Bankshalls“ bezeichnet wurden, wurden normalerweise von örtlichen Beamten gemietet. Die Franzosen und Schweden erhielten die Erlaubnis, eigene Gebäude auf Xiaoguwei zu errichten. Letztere mit der Ankunft der Riksens Stränder Anfang 1761. Die Gebäude dienten auch als Werkstätten für Reparaturen und Wohnquartiere für die Supercargos der Schiffe, wobei die meisten von ihnen in Macau blieben oder zu den Dreizehn Fabriken in Guangzhou übergesetzt wurden. Ausländische Besatzungen wurden normalerweise auf ihren Schiffen belassen, aber Kapitäne veranlassten üblicherweise Landgänge, um die Moral aufrechtzuerhalten. Organisierte Ausflüge führten zu den Fanee-Gärten und dem Kloster Hoi Tong auf Henan und zu den Einkaufsstraßen der Dreizehn Fabriken, insbesondere zur Hog Lane. Trotz des allgemein gesunden Klimas dezimierte Fieber immer noch gelegentlich die Besatzungen[2] und Trunkenheit und Schlägereien waren an der Tagesordnung. Offiziere beaufsichtigten Landgänge, benötigten aber manchmal Hilfe von den örtlichen Behörden, wie 1761, als die Pazhou-Mandarine auf Bitte von Puankhequa, dem damaligen Fiador der Schwedischen Ostindien-Kompanie, ein niederländisches Punsch-Zelt auf Xiaoguwei schlossen.
Zu dieser Zeit bestand das Land von Pazhou bis hinunter zur Humen-Straße aus hügeligen grünen Hügeln, die in Reisfelder geschnitten und von Hainen gekrönt waren. Die Einheimischen bauten auch Zuckerrohr und Gemüse an. Da das Gebiet kaum über dem Meeresspiegel lag und Taifunen ausgesetzt war, wurden rund um die Dörfer Abgaben erhoben, um sie vor dem Meer zu schützen. Von Pazhou aus konnte man fünf Signaltürme ausmachen, der größte war der Löwenturm auf einer Insel auf halber Strecke zwischen Pazhou und der Humenstraße. Diese 9-stöckigen Türme verwendeten Signalfeuer, um Nachrichten weiterzuleiten, und es wurde gesagt, dass sie in weniger als 24 Stunden von Guangzhou nach Peking – eine Entfernung von etwa 1900 km (1200 Meilen) – geschickt werden konnten. Während seines Besuchs im Jahr 1832 stellte Edmund Roberts fest, dass Pazhou für Ausländer unsicher war, da Einheimische jeden schlugen, der bestimmte Gebiete betrat. Xiaoguwei war ihm zufolge sicherer.
Während des Ersten Opiumkrieges wurde am 2. März 1841 das Gefecht von Whampoa Island zwischen britischen und chinesischen Streitkräften ausgetragen. Selbst nach den Opiumkriegen und bis ins 20. Jahrhundert hinein legten Handelsschiffe weiterhin in Pazhou an, obwohl Guangzhou inzwischen direkt von Dampfern angelaufen werden konnte.

## Transport
Die Stationen Pazhou, Xingangdong und Modiesha der Metro Guangzhou befinden sich auf der Insel.